# Zafirlukaszt
A zafirlukaszt egy orális leukotrién receptor antagonista (LTRA) hatóanyag, melyet asztma kezelésében használnak, gyakran szteroid inhalálással párhuzamosan. Tabletta formájában kapható, általában napi kétszer kell adagolni. Hasonló leukotrién receptor antagonista hatóanyag a montelukaszt (Singulair), melyet csak napi egyszer kell szedni. 
A zafirlukaszt blokkolja a ciszteinil-leukotriének hatását a CysLT1 receptorokon, ezáltal csökkenti a légutak összeszűkülését, a tüdőben a nyák felhalmozódását és a légutak gyulladását.